# Вуканово Евангелие
Вуканово Евангелие (серб. Вуканово јеванђеље) — сербская иллюминированная рукопись XIII века (Евангелие), написанная сербской версией церковнославянского языка. Это одна из старейших сохранившихся сербских средневековых книг, насчитывающая более 189 страниц.
Оно было изготовлено в Расе, который был столицей средневекового княжества Сербия, монахом Симеоном для князя Вукана, сына короля Стефана Немани. Это самый старый апракос, написанный в Рашке. Миниатюры в Вукановом Евангелии начала XIII века представляют собой миниатюрный стиль Рашки. Они выполнены в духе позднего комнинского искусства, для которого характерны графические интерпретации. Старый монах Симеон оставил длинную записку о том, что рукопись сделана для Великого Жупана города Раса Вукана Неманича. Вполне возможно, что автором миниатюр был Симеон.
| - Миниатюра рукописи с изображением Иисуса Эммануила - Другой лист |